# Ben Arous (guvernement)

Guvernementets läge i Tunisien.

Ben Arous (arabiska بن عروس, Bin 'Arūs) är ett guvernement i norra Tunisien, med kust mot Tunisbukten och Medelhavet i nordost. Det är beläget strax söder om landets huvudstad, Tunis, och omfattar denna stads södra förortsområden. Guvernementet har 542 700 invånare (2007) på en yta av 761 km². Den administrativa huvudorten är staden Ben Arous. 

## Administrativ indelning

### Distrikt
Guvernementet är indelat i tolv distrikt:
- Ben Arous, Bou Mhel El Bassatine, El Mourouj, Ezzahra, Fouchana, Hammam Chôtt, Hammam Lif, La Nouvelle Médina, Mégrine, Mohamedia, Mornag, Radès

Distrikten är i sin tur indelade i mindre enheter som kallas sektorer. 

### Kommuner
Guvernementet har elva kommuner:
- Ben Arous, Bou Mhel El Bassatine, El Mourouj, Ezzahra, Hammam Chôtt, Hammam Lif, Khelidia, Mégrine, Mhamedia-Fouchana, Mornag, Radès

### Historik
Guvernementet Ben Arous bildades 3 december 1983 och var tidigare en del av guvernementet Tunis. 